# 영월고등학교
영월고등학교(寧越高等學校)은 대한민국 강원특별자치도 영월군 영월읍 영흥리에 위치한 공립 고등학교이다.

## 학교 연혁
- 1972년 12월 26일 : 영월고등학교 6학급 설립인가
- 1973년 5월 16일 : 개교식 거행
- 1981년 10월 24일 : 학급 증설 16학급 인가
- 1996년 3월 2일 : 농어촌거점 육성학교 지정(1996-1998)
- 2006년 8월 24일 : 자율학교 선정(교육부)
- 2007년 3월 1일 : 연구학교 지정
- 2008년 10월 17일 : 기숙형 공립학교 선정
- 2009년 7월 22일 : 1기숙사(44인용) 준공
- 2009년 12월 26일 : 2기숙사(100인용) 준공
- 2023년 9월 1일 : 제18대 고진식 교장 취임
- 2024년 1월 4일 : 제49회 88명 졸업(총 졸업생수 7,895명)
- 2025년 3월 4일 : 제53회 신입생 72명 입학

## 참고 자료
- 영월고등학교 - 한국교육학술정보원 학교알리미